# Mongolsko na Letních olympijských hrách 1972
Mongolsko se účastnilo Letní olympiády 1972 v německém Mnichově. Zastupovalo ho 39 sportovců (37 mužů a 2 ženy) v 7 sportech.

## Medailisté
| Medaile | Jméno                  | Sport | Soutěž                    |
| ------- | ---------------------- | ----- | ------------------------- |
| Stříbro | Chorloogijn Bajanmönch | Zápas | muži volný styl do 100 kg |